# جون كاري (سياسي أمريكي)
جون كاري (بالإنجليزية: John Carey)‏ هو سياسي أمريكي، ولد في 18 أبريل 1959 في تشيليكوث في الولايات المتحدة. حزبياً، نشط في الحزب الجمهوري. وقد انتخب عضو مجلس نواب أوهايو.